# Bournemouth
Bournemouth (AFI:[ˈbɔːnməθ]) és una ciutat al sud del comtat de Dorset (Anglaterra, Regne Unit) vorejant el canal de la Mànega, a la badia de Poole. El 2011 tenia 187.503 habitants. Juntament amb les poblacions veïnes de Poole (a l'oest) i Christchurch (a l'est) forma una conurbació de 338.713 habitants (cens de 2003). En els seus orígens, Bournemouth depenia del comtat de Hampshire, però forma part de Dorset des de 1974, des que es va produir una reestructuració territorial. Pel que fa a cerimònies, tot i això, encara és inclosa dins del territori tradicional de Hampshire. El 1997 va esdevenir una ciutat amb autoritat unitària.
La ciutat té l'estatus de vila turística gairebé des que es va fundar, ja que es tracta d'una destinació popular, especialment entre gent gran, per retirar-se i gaudir del seu clima, més benigne que el de la major part de l'illa. El fàcil accés a zones turístiques de la costa sud des de la ciutat, com ara la Costa Juràssica, Devon, el New Forest o les poblacions veïnes també hi ha contribuït. Des que es va inaugurar la Universitat de Bournemouth (la major part de les instal·lacions de la qual es troben de fet a Poole), però, la mitjana d'edat s'ha tornat a equilibrar amb l'arribada d'estudiants.
Al cementiri de l'església de St. Peter, hi ha la tomba on reposen les restes de Mary Wollstonecraft, William Godwin i Mary Shelley, amb el cor de Percy Bysshe Shelley.